# Mika Waltari
Mika Waltari (født 19. september 1908, død 26. august 1979) var en finsk forfatter, dramatiker og oversætter. Han er særlig kendt for den historiske roman Sinuhe ægypteren (1945, på dansk i 1948). Han skrev også poesi, skuespil og radioteater. Hans litteratur er oversat til over tredive sprog.
Blandt andre bøger han har skrevet kan nævnes Mikael Karvajalka (1948, på dansk i 1950) og Mikael Hakim (1949, på dansk i 1951.) Han debuterede i 1929 med Suuri illusioni og nåede i alt 34 udgivelser.
I 2024 udkom fire af hans kortromaner på dansk under titlen Den slags sker ikke.